# ENTERTAINMENT NEWS
ENTERTAINMENT NEWS（エンターテインメント・ニュース、略称「エンタメ」）とは大手音楽制作プロダクション、ビーイング系列のC-Facoryが制作し、Music Japan TVとチバテレビで放送されていた音楽情報番組。
当初は同じビーイングが事実上制作している「MU-GEN」と同様、アーティストの新曲などを紹介する番組であったが、2007年10月に「MU-GEN」の制作局であり、地上波で唯一「エンタメ」を放送しているチバテレビが「MU-GEN」と同じ水曜深夜に放送時間を移したため、アーティスト特集も行うようになり、その時はPVを放送する。
MU-GENとは異なり、東京（六本木）で収録され、また特別なスタジオを用意せずに副調整室で収録を行うケースが多い。
2008年5月からは後継番組として「THE MOMENT」が開始される。

## 放送時間
- Music Japan TV

- チバテレビ
  - 2008年1月～4月　水曜日26:00～
  - 2007年10月～12月　水曜日25:30～
  - ～2007年9月　火曜日19:30～（「マリーンズナイター」放送で番組休止になることがしばしばあった）

## 司会（MC）
- 石井琴里（LOOP所属）
- 矢田達也（LOOP所属）

| チバテレビ 火曜日 19:30-20:00                                     | チバテレビ 火曜日 19:30-20:00                          | チバテレビ 火曜日 19:30-20:00 |
| 前番組                                                            | 番組名                                                 | 次番組                        |
| ----------------------------------------------------------------- | ------------------------------------------------------ | ----------------------------- |
| 週代わり編成 （マリーンズナイター、全国まるごと温泉ガイド!!など） | ENTERTAINMENT NEWS (～2007.9)                          | ケータイ少女 恋の課外授業     |
| チバテレビ 水曜日 25:30-26:00                                     |                                                        |                               |
| アイドルマスター XENOGLOSSIA                                      | ENTERTAINMENT NEWS (2007.10～12)                       | true tears                    |
| チバテレビ 水曜日 26:00-26:30                                     |                                                        |                               |
| Myself ; Yourself                                                 | ENTERTAINMENT NEWS (2008.1～4 ここからC-Factory制作枠) | THE MOMENT                    |